# Procesamiento digital de voz
El procesamiento de voz es el estudio de la señales de voz y las técnicas de procesado de estas señales.
Las señales son normalmente procesadas a partir de una representación digital; por eso el procesado de voz puede verse como la intersección del procesado digital de señal y el procesamiento de lenguaje natural.
El procesado de voz se puede dividir en las siguientes categorías:
- Reconocimiento de voz, que trata el análisis del contenido lingüístico de una señal de voz.
- Reconocimiento de locutores, que tiene como objetivo identificar al hablante.
- Mejora de la señal de voz, por ejemplo reducción de ruido.
- Codificación de voz para compresión de datos y transmisión de la voz. Véase también telecomunicación.
- Análisis de voz con propósitos médicos, para el análisis de disfunciones vocales.
- Síntesis de voz: la síntesis artificial del habla, lo que habitualmente significa habla generada por computador.
- Modulador de voz: procesamiento de la voz del habla mediante el uso de efectos para hacer que suene distinta.